# Селиванов, Дмитрий Алексеевич
Дми́трий Алексе́евич Селива́нов (25 марта 1964 года, Новосибирск — 22 апреля 1989 года, там же) — советский рок-музыкант, гитарист-импровизатор из Новосибирска. Участник групп «Калинов мост», «Путти», «Гражданская оборона». Основатель и лидер группы «Промышленная архитектура», существовавшей с июня 1988 года до его смерти.

## Творчество
Проявил интерес к гитаре с одиннадцати лет. Начал свою творческую деятельность в 1979 году. В начале 1980-х играл в группе «Присутствие». Вместе с Дмитрием Ревякиным в 1984 в Новосибирске основал группу «Здоровье», просуществовавшую около года. После этого Ревякин создал группу «Равноденствие», в 1986 году переименованную в «Калинов мост». Гитаристом группы снова стал Дмитрий Селиванов, однако из-за разногласий с Ревякиным он вскоре покинул «Калинов мост». Примерно в то же время в качестве лидер-гитариста участвовал в группе «Путти». В середине 1980-х вместе с Николаем Катковым (Кока) играл в проекте «Димакок», который представлял собой авангардную и экспериментальную музыку. Селиванов играл на трубе (в песне «Районный депутат»), на скрипке (в неопубликованной композиции «На красном утёсе»), накладывал вокал на мелодию из фильма «Кабаре» («Даётся план») и пел несколько блюзов на английском языке. Сотрудничая с Катковым, Селиванов пытался взять «ортодоксальное мышление среднего советского человека и довести все эти заплесневелые идеи до некой степени абсурда — то есть играть совершенно страшную, монотонную музыку».
Селиванов участвовал в группе «Шифер», образовавшейся в Новосибирском Академгородке. Сотрудничал с Дмитрием Радкевичем в 1985-86 годах. В апреле 1988 года знакомится с проектом «Коммунизм» Егора Летова, Олега Судакова и Константина Рябинова. Песня Flying Home (The Birds of Paradise), исполненная Селивановым, вошла в альбом «Хроника пикирующего бомбардировщика» (1990). Весной 1988 года Селиванов играл в «Гражданской обороне» с Егором Летовым и Янкой Дягилевой, затем в июне создал собственный проект «Промышленная архитектура», который, по его замыслу, должен был играть музыку, представляющую собой смесь индастриала и пост-панка. Состав группы на момент участия в ней Селиванова был таким: Олег Чеховский — бас, Ринат Вахидов — ударные, Евгений Скуковский — клавишные. В «Промышленной архитектуре» Селиванов писал музыку и тексты, пел и играл на гитаре. Единственный альбом группы получил название «Любовь и Технология» (был издан только в 2001 году, до того имел неофициальное хождение на аудиокассетах). После смерти Дмитрия Селиванова «Промышленная архитектура» продолжила своё существование под именем «Мужского танца».

## Самоубийство
Вечером 22 апреля 1989 года Дмитрий Селиванов пришёл в здание НЭТИ в гости к группе «А’МБЕ», которая репетировала в одной из комнат корпуса № 2, где-то около семи вечера он поднялся, сказал «Ну ладно, у меня тут ещё дело в конце коридора» и вышел, прихватив с собой шарф. Повесился на трубе. 3 июня 1989 года в ДК Чкалова состоялся концерт, посвящённый его памяти, на котором выступали «Гражданская оборона» и Янка Дягилева.
Вот что говорил об этом Манагер:
Я приехал в Новосибирск, остановился у Димки Лукича, и каким-то совершенно мистическим для меня образом — в то же самое утро, 22 апреля, позвонил Селиванов Кузьме, передал привет, естественно, наметили стрелку, где можно встретиться, договорились на вечер, поприветствовали друг друга и, естественно, расстались. А днём поехали по делам, часа в три ехали в Академгородок, покупали пластинки, был хороший знакомый Слава Исаев — у него была хорошая коллекция, ехал я, Кузя, добирались туда, гуляли по лесу, а вечером добрались обратно — и тут вдруг узнаём, что Селиванов умер, позвонил Чеховский. Дальнейшая история носит ещё более мистический характер, мы попытались с Димой узнать и узнали, что никаких ярких особенных предпосылок для того, что произошло, в общем-то, не было. То есть он справился в этот момент с какой-то лёгкой депрессией, мечтал съездить в Омск, имел большие замыслы в отношении и литературы, и музыки, и собственно говоря, очень радостно попрощался с матерью, и пошёл на ту самую точку в НЭТИ, где всё это произошло. Впоследствии мы попытались узнать, может, какой-то человек попался, может, какая-то ссора, конфликт, но ничего мы так и не узнали…
Похоронен на Клещихинском кладбище Новосибирска.

## Память
Смерть Селиванова упоминается в песне Егора Летова «Вершки и корешки» («Музыкант Селиванов удавился шарфом»).
Селиванову посвящены песни:
- «Гражданская оборона» — «Лоботомия», «Иваново детство», «Вершки и Корешки», «Харакири»
- «Чёрный Лукич» — «Тайна белого пятна»[7]
- Олег Судаков — «Ветер в поле»
- «Дядя Го» — «Дорога»
- «Путти» — «Разбитая жизнь» (авторская версия)

## Дискография
- Кока — Шизазой Дмитрий Селиванов — Акустика
- Гражданская Оборона — Война
- Гражданская Оборона — Анархия В НГУ
- Гражданская Оборона — На II Новосибирском рок-фестивале
- Промышленная архитектура — Любовь и технология
- Промышленная архитектура — Live Architecture
- Коммунизм — Хроника пикирующего бомбардировщика